# Hickmania troglodytes
Genre
Espèce
Synonymes
- Theridion troglodytes Higgins & Petterd, 1883
- Ectatosticta australis Simon, 1902

Hickmania troglodytes, unique représentant du genre Hickmania, est une espèce d'araignées aranéomorphes de la famille des Gradungulidae.

## Distribution

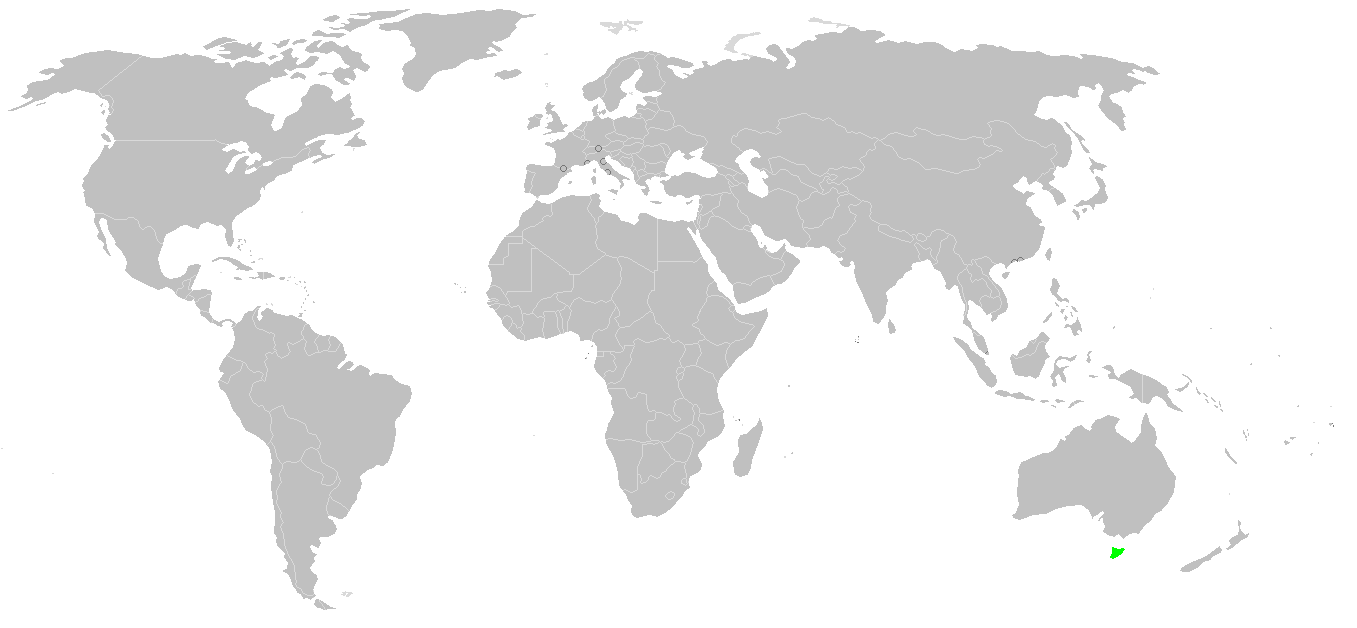
Distribution

Cette espèce est endémique de Tasmanie en Australie.

## Habitat
Cette araignée est troglophile. 

## Description

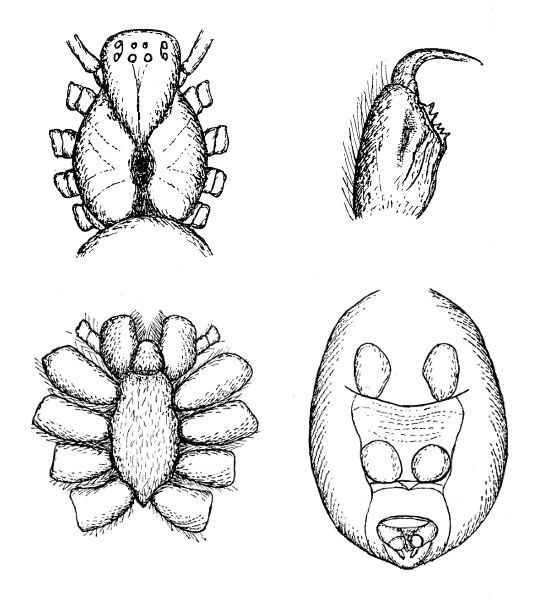
Hickmania troglodytes par Rainbow

Le mâle décrit par Gertsch en 1958 mesure 13,00 mm et la femelle 19,20 mm.
Cette araignée une durée de vie beaucoup plus longue que celles des autres araignées aranéomorphes,.

## Systématique et taxinomie
Cette espèce a été décrite sous le protonyme Theridion troglodytes par Higgins et Petterd en 1883. Elle est placée dans le genre Ectatosticta par Rainbow en 1904 puis dans le genre Hickmania par Gertsch en 1958.
Ectatosticta australis a été placée en synonymie par Rainbow en 1904.
Ce genre a été décrit par Gertsch en 1958 dans les Hypochilidae. Il est placé dans les Hickmaniidae par Lehtinen en 1967, dans les Austrochilidae par Forster, Platnick et Gray en 1987 puis dans les Gradungulidae par Kulkarni et Hormiga en 2021.

## Étymologie
Ce genre est nommé en l'honneur de Vernon Victor Hickman.
Son nom d'espèce lui a été donné en référence à son habitat, les grottes.

## Hickmania troglodytesdans la culture
La chaîne de télévision Animaux a diffusée un documentaire réalisé par Justin Smith et intitulé L'Araignée, ultime survivante - Voyage dans l'antre d'une reine. Des spéléologues ont filmé dans la zone profonde hyperhumide et dans l'obscurité totale d'une grotte karstique de Tasmanie, l'habitat, la construction d'une toile au plafond de la grotte, la reproduction et le suivi jusqu'à l’éclosion des œufs fécondés protégés et nourris dans un calice de soie blanche tissé par cette araignée.

## Publications originales
- Higgins & Petterd, 1883 : « Description of a new cave-inhabiting spider, together with notes on mammalian remains from a recently discovered cave in the Chudleigh district. » Papers and Proceedings of the Royal Society of Tasmania, vol. 1882, p. 191-192.
- Gertsch, 1958 : « The spider family Hypochilidae. » American Museum novitates, no 1912, p. 1-28 (texte intégral).